# Ruschia orientalis
Ruschia orientalis är en isörtsväxtart som beskrevs av L. Bol. Ruschia orientalis ingår i släktet Ruschia och familjen isörtsväxter. Inga underarter finns listade i Catalogue of Life.